# Чемпіонат України з футболу 2011—2012: Прем'єр-ліга (склади команд)
У складах клубів подано гравців, які провели щонайменше 1 гру в Прем'єр-лізі сезону 2011/12. Прізвища, імена та по батькові футболістів подані згідно з офіційним сайтом ФФУ.

## «Арсенал» (Київ)
Головний тренер: Леонід Кучук
| №            | Футболіст                        | Дата народження   | Країна     | Ігри     | Голи     |
| Воротарі     | Воротарі                         | Воротарі          | Воротарі   | Воротарі | Воротарі |
| ------------ | -------------------------------- | ----------------- | ---------- | -------- | -------- |
| 12           | Боровик Євген Анатолійович       | 2 березня 1985    | Україна    | 12       | 10п      |
| 23           | Погорілий Сергій Петрович        | 28 липня 1986     | Україна    | 18       | 17п      |
| Захисники    |                                  |                   |            |          |          |
| 2            | Лампі Велі Мікко                 | 18 липня 1984     | Фінляндія  | 12       | 1        |
| 14           | Матуку Ерік                      | 8 липня 1983      | Бельгія    | 2        | 0        |
| 20           | Одібе Майкл Чуквунвіке           | 23 липня 1988     | Нігерія    | 17       | 4        |
| 28           | Польовий Володимир Олександрович | 28 липня 1985     | Україна    | 29       | 0        |
| 33           | Хомин Андрій Михайлович          | 2 січня 1982      | Україна    | 17       | 0        |
| 5            | Шершун Богдан Миколайович        | 14 травня 1981    | Україна    | 9        | 1        |
| 6            | Шоава Флорін                     | 24 липня 1978     | Румунія    | 7        | 0        |
| Півзахисники |                                  |                   |            |          |          |
| 27           | Аржанов Володимир Олександрович  | 29 листопада 1985 | Україна    | 12       | 1        |
| 17           | Богданов Андрій Євгенович        | 21 січня 1990     | Україна    | 27       | 2        |
| 35           | Грицай Олександр Анатолійович    | 30 вересня 1977   | Україна    | 17       | 0        |
| 19           | Кобахідзе Александер             | 11 лютого 1987    | Грузія     | 24       | 7        |
| 18           | Куансах Абейку                   | 2 листопада 1990  | Гана       | 7        | 0        |
| 31           | Да Сілва Леандро                 | 26 червня 1985    | Бразилія   | 6        | 0        |
| 13           | Міколюнас Саулюс                 | 2 травня 1984     | Литва      | 26       | 0        |
| 8            | Максимов Олександр Олександрович | 13 лютого 1985    | Україна    | 18       | 0        |
| 4            | Симоненко Сергій Юрійович        | 12 червня 1981    | Україна    | 26       | 0        |
| 11           | Старгородський Артем Сергійович  | 17 січня 1982     | Україна    | 13       | 1        |
| 3            | Флореску Джордже Міхал           | 21 травня 1984    | Румунія    | 22       | 2        |
| Нападники    |                                  |                   |            |          |          |
| 70           | Адія Домінік                     | 29 листопада 1989 | Гана       | 4        | 0        |
| 22           | Гоменюк Володимир Михайлович     | 19 липня 1985     | Україна    | 18       | 3        |
| 9            | Ковпак Олександр Олександрович   | 2 лютого 1983     | Україна    | 29       | 9        |
| 7            | Мазілу Йонуц Костінел            | 9 лютого 1982     | Румунія    | 20       | 6        |
| 20           | Самодін Сергій Олександрович     | 14 лютого 1985    | Росія      | 1        | 0        |
| 16           | Шацьких Максим Олександрович     | 30 серпня 1978    | Узбекистан | 24       | 3        |

## «Волинь» (Луцьк)
Головні тренери: Віталій Кварцяний (1-20 тури), Анатолій Дем'яненко (21-30 тури)
| №            | Футболіст                        | Дата народження   | Країна             | Ігри     | Голи     |
| Воротарі     | Воротарі                         | Воротарі          | Воротарі           | Воротарі | Воротарі |
| ------------ | -------------------------------- | ----------------- | ------------------ | -------- | -------- |
| 42           | Неділько Віталій Михайлович      | 21 серпня 1982    | Україна            | 18       | 27п      |
| 1            | Романенко Всеволод Вадимович     | 24 березня 1977   | Україна            | 6        | 6п       |
| 16           | Шеліхов Денис Васильович         | 23 червня 1989    | Україна            | 8        | 10п      |
| Захисники    |                                  |                   |                    |          |          |
| 24           | Ізворану Сільвіу                 | 3 грудня 1983     | Румунія            | 14       | 0        |
| 77           | Бута Корнел                      | 1 листопада 1977  | Румунія            | 4        | 1        |
| 29           | Гринченко Андрій Вікторович      | 23 січня 1986     | Україна            | 9        | 0        |
| 26           | Дрпіч Діно                       | 26 травня 1981    | Хорватія           | 3        | 0        |
| 4            | Карковський Богдан Михайлович    | 29 січня 1988     | Україна            | 1        | 0        |
| 88           | Кравченко Антон Сергійович       | 23 березня 1991   | Україна            | 1        | 0        |
| 2            | Мессіас дос Сантос Леандро       | 29 грудня 1983    | Бразилія           | 25       | 0        |
| 14           | Масло Ян                         | 5 лютого 1986     | Словаччина         | 22       | 0        |
| 29           | Насонов Олександр Юрійович       | 28 квітня 1992    | Україна            | 6        | 0        |
| 22           | Романчук Олександр Володимирович | 21 жовтня 1984    | Україна            | 3        | 0        |
| 3            | Сімінін Сергій Федорович         | 9 жовтня 1987     | Україна            | 28       | 0        |
| 15           | Шандрук Олег Миколайович         | 30 січня 1983     | Україна            | 2        | 0        |
| 6            | Шіков Ванче                      | 19 липня 1985     | Північна Македонія | 27       | 2        |
| Півзахисники |                                  |                   |                    |          |          |
| 89           | Акімов Вячеслав Валерійович      | 17 жовтня 1989    | Україна            | 1        | 0        |
| 9            | Герасимюк Олег Вікторович        | 25 вересня 1986   | Україна            | 20       | 0        |
| 13           | Майя Гобер Енріке                | 17 травня 1982    | Бразилія           | 10       | 1        |
| 7            | Годвін Самсон                    | 11 листопада 1983 | Нігерія            | 2        | 0        |
| 27           | Жук Василь Іванович              | 1 січня 1991      | Україна            | 1        | 0        |
| 21           | Кінаш Ярослав Ростиславович      | 16 квітня 1988    | Україна            | 9        | 0        |
| 28           | Карасюк Роман Іванович           | 27 березня 1991   | Україна            | 1        | 0        |
| 5            | Лопес де Фрейтас Рамон           | 7 серпня 1989     | Бразилія           | 19       | 1        |
| 15           | Максимюк Роман Васильович        | 14 червня 1974    | Україна            | 5        | 0        |
| 31           | Пічкур Євген Анатолійович        | 30 серпня 1979    | Україна            | 20       | 0        |
| 90           | Пилипчук Сергій Валерійович      | 26 листопада 1984 | Україна            | 5        | 1        |
| 18           | Приндета Віталій Валерійович     | 2 лютого 1993     | Україна            | 7        | 0        |
| 8            | Скоба Ігор Олегович              | 21 травня 1982    | Україна            | 8        | 1        |
| 32           | Смірнов Дмитро Олександрович     | 13 серпня 1980    | Росія              | 2        | 0        |
| 88           | Стевановіч Далібор               | 27 вересня 1984   | Словенія           | 7        | 0        |
| 35           | Стевіч Саша                      | 31 травня 1981    | Сербія             | 4        | 0        |
| 10           | Шарпар В'ячеслав Володимирович   | 2 червня 1987     | Україна            | 24       | 0        |
| Нападники    |                                  |                   |                    |          |          |
| 19           | Бабир Олексій Олегович           | 15 березня 1990   | Україна            | 16       | 0        |
| 20           | Перейра де Олівейра Майкон       | 8 травня 1988     | Бразилія           | 24       | 14       |
| 17           | Павлов Євген Степанович          | 12 березня 1991   | Україна            | 20       | 2        |
| 99           | Пищур Олександр Віталійович      | 29 січня 1981     | Україна            | 14       | 0        |
| 11           | Савіч Душан                      | 1 жовтня 1985     | Північна Македонія | 7        | 1        |
| 7            | Майєр Сантос Тьяго               | 31 серпня 1986    | Італія             | 15       | 1        |

## «Ворскла» (Полтава)
Головний тренер: Микола Павлов
| №            | Футболіст                       | Дата народження   | Країна   | Ігри     | Голи     |
| Воротарі     | Воротарі                        | Воротарі          | Воротарі | Воротарі | Воротарі |
| ------------ | ------------------------------- | ----------------- | -------- | -------- | -------- |
| 12           | Величко Сергій Миколайович      | 9 серпня 1976     | Україна  | 5        | 7п       |
| 1            | Долганський Сергій Миколайович  | 15 вересня 1974   | Україна  | 20       | 27п      |
| 51           | Казаков Олексій Олегович        | 22 лютого 1990    | Україна  | 4        | 5п       |
| 21           | Лавренюк Максим Олександрович   | 13 січня 1986     | Україна  | 1        | 4п       |
| Захисники    |                                 |                   |          |          |          |
| 3            | Вовкодав Сергій Васильович      | 2 липня 1988      | Україна  | 1        | 0        |
| 4            | Даллку Арменд                   | 16 червня 1983    | Албанія  | 26       | 1        |
| 22           | Западня Артур Володимирович     | 4 червня 1990     | Україна  | 2        | 0        |
| 78           | Курілов Олексій Миколайович     | 24 квітня 1988    | Україна  | 24       | 2        |
| 2            | Матвєєв Олександр Ігорович      | 11 лютого 1989    | Україна  | 11       | 0        |
| 13           | Пєсков Євген Віталійович        | 22 вересня 1981   | Україна  | 5        | 0        |
| 33           | Селін Євген Сергійович          | 9 травня 1988     | Україна  | 29       | 3        |
| 34           | Ткачук Євгеній Олегович         | 27 червня 1991    | Україна  | 7        | 0        |
| 48           | Чеснаков Володимир Геннадійович | 12 листопада 1988 | Україна  | 24       | 0        |
| Півзахисники |                                 |                   |          |          |          |
| 7            | Єсін Дмитро Олександрович       | 15 квітня 1980    | Україна  | 7        | 0        |
| 8            | Буднік Євген Віталійович        | 4 вересня 1990    | Україна  | 7        | 0        |
| 19           | Громов Артем Ігорович           | 14 січня 1990     | Україна  | 7        | 2        |
| 20           | Закарлюка Сергій Володимирович  | 17 серпня 1976    | Україна  | 9        | 0        |
| 5            | Краснопьоров Олег Володимирович | 25 липня 1980     | Україна  | 26       | 1        |
| 10           | Маркоський Йован                | 23 червня 1980    | Сербія   | 25       | 1        |
| 77           | Оберемко Андрій Олександрович   | 18 березня 1984   | Україна  | 18       | 2        |
| 40           | Пердута Ігор Романович          | 15 листопада 1990 | Україна  | 1        | 0        |
| 82           | Ребенок Павло Вікторович        | 23 липня 1985     | Україна  | 27       | 6        |
| 28           | Ченбай Сергій Дмитрович         | 6 листопада 1992  | Україна  | 1        | 0        |
| Нападники    |                                 |                   |          |          |          |
| 24           | Бараннік Олег Васильович        | 20 березня 1992   | Україна  | 7        | 0        |
| 9            | Безус Роман Анатолійович        | 26 вересня 1990   | Україна  | 28       | 6        |
| 11           | Кривошеєнко Іван Васильович     | 11 травня 1984    | Україна  | 28       | 1        |
| 14           | Осипенко Дмитро Михайлович      | 12 грудня 1982    | Білорусь | 4        | 0        |
| 17           | Сачко Василь Вікторович         | 3 травня 1975     | Україна  | 14       | 2        |
| 18           | Чичиков Олексій Григорович      | 30 вересня 1987   | Україна  | 10       | 1        |
| 27           | Янузі Ахмед                     | 8 липня 1988      | Албанія  | 27       | 8        |

## «Динамо» (Київ)
Головний тренер: Юрій Сьомін
| №            | Футболіст                           | Дата народження   | Країна             | Ігри     | Голи     |
| Воротарі     | Воротарі                            | Воротарі          | Воротарі           | Воротарі | Воротарі |
| ------------ | ----------------------------------- | ----------------- | ------------------ | -------- | -------- |
| 74           | Кичак Артем Іванович                | 16 травня 1989    | Україна            | 1        | 1п       |
| 35           | Коваль Максим Анатолійович          | 9 грудня 1992     | Україна            | 8        | 1п       |
| 1            | Шовковський Олександр Володимирович | 2 січня 1975      | Україна            | 24       | 10п      |
| Захисники    |                                     |                   |                    |          |          |
| 3            | Амансіо Еберт Вілліан               | 11 листопада 1983 | Бразилія           | 25       | 0        |
| 15           | Діакат Папа Маліку                  | 21 червня 1984    | Франція            | 6        | 0        |
| 2            | Да Сільва Даніло Апаресідо          | 24 листопада 1986 | Бразилія           | 27       | 0        |
| 30           | Ель Каддурі Бадр                    | 31 січня 1981     | Марокко            | 3        | 0        |
| 44           | Алмейда да Сільва Леандро           | 14 березня 1987   | Бразилія           | 12       | 0        |
| 6            | Попов Горан                         | 2 жовтня 1984     | Північна Македонія | 16       | 1        |
| 34           | Хачеріді Євген Григорович           | 28 липня 1987     | Україна            | 19       | 1        |
| Півзахисники |                                     |                   |                    |          |          |
| 23           | Єременко Роман                      | 19 березня 1987   | Фінляндія          | 6        | 0        |
| 37           | Юссуф Атанда Аїла                   | 4 листопада 1984  | Нігерія            | 11       | 0        |
| 8            | Алієв Олександр Олександрович       | 3 лютого 1985     | Україна            | 26       | 5        |
| 25           | Аруна Лукман                        | 4 грудня 1990     | Нігерія            | 14       | 0        |
| 5            | Вукоєвіч Огнєн                      | 20 грудня 1983    | Хорватія           | 27       | 2        |
| 19           | Гармаш Денис Вікторович             | 19 квітня 1990    | Україна            | 22       | 1        |
| 20           | Гусєв Олег Анатолійович             | 25 квітня 1983    | Україна            | 22       | 3        |
| 45           | Калітвінцев Владислав Юрійович      | 4 січня 1993      | Україна            | 1        | 0        |
| 77           | Корреа Карлос Родріго               | 29 грудня 1980    | Бразилія           | 12       | 2        |
| 17           | Михалик Тарас Володимирович         | 28 жовтня 1983    | Україна            | 7        | 0        |
| 36           | Нінковіч Мілош                      | 25 грудня 1984    | Сербія             | 16       | 1        |
| 14           | Рибалка Сергій Олександрович        | 1 квітня 1990     | Україна            | 2        | 0        |
| Нападники    |                                     |                   |                    |          |          |
| 11           | Ідейє Браун Айде                    | 10 жовтня 1988    | Нігерія            | 27       | 12       |
| 24           | Фанендо Аді                         | 10 жовтня 1990    | Нігерія            | 3        | 0        |
| 99           | Перейра Родрігес Едуардо            | 7 січня 1992      | Бразилія           | 4        | 1        |
| 10           | Мілевський Артем Володимирович      | 12 січня 1985     | Україна            | 18       | 6        |
| 13           | Мехмеді Адмір                       | 16 березня 1991   | Швейцарія          | 9        | 1        |
| 7            | Шевченко Андрій Миколайович         | 29 вересня 1976   | Україна            | 16       | 6        |
| 9            | Ярмоленко Андрій Миколайович        | 23 жовтня 1989    | Україна            | 28       | 12       |

## «Дніпро» (Дніпропетровськ)
Головний тренер: Хуанде Рамос
| №            | Футболіст                       | Дата народження   | Країна     | Ігри     | Голи     |
| Воротарі     | Воротарі                        | Воротарі          | Воротарі   | Воротарі | Воротарі |
| ------------ | ------------------------------- | ----------------- | ---------- | -------- | -------- |
| 32           | Каніболоцький Антон Олегович    | 16 травня 1988    | Україна    | 4        | 5п       |
| 27           | Лаштувка Ян                     | 7 липня 1982      | Чехія      | 27       | 30п      |
| Захисники    |                                 |                   |            |          |          |
| 2            | Інкум Самуель                   | 1 червня 1989     | Гана       | 16       | 0        |
| 19           | Дєнісов Віталій Гєннадьєвіч     | 23 лютого 1987    | Узбекистан | 16       | 0        |
| 3            | Мазух Онджей                    | 15 березня 1989   | Чехія      | 10       | 0        |
| 5            | Мандзюк Віталій Васильович      | 24 січня 1986     | Україна    | 26       | 0        |
| 16           | Русол Андрій Анатолійович       | 16 січня 1983     | Україна    | 2        | 0        |
| 17           | Стрініч Іван                    | 17 липня 1987     | Хорватія   | 24       | 2        |
| 14           | Чеберячко Євгеній Олександрович | 19 червня 1983    | Україна    | 28       | 2        |
| Півзахисники |                                 |                   |            |          |          |
| 36           | Бабенко Руслан Олександрович    | 8 липня 1992      | Україна    | 5        | 0        |
| 20           | Боатенг Дерек Овусу             | 2 травня 1985     | Гана       | 21       | 2        |
| 8            | Де Паула Джуліано Віктор        | 31 травня 1990    | Бразилія   | 24       | 1        |
| 10           | Коноплянка Євгеній Олегович     | 29 вересня 1989   | Україна    | 28       | 8        |
| 4            | Кравченко Сергій Сергійович     | 24 квітня 1983    | Україна    | 26       | 2        |
| 7            | Кулаков Денис Єрмилович         | 1 травня 1986     | Україна    | 20       | 0        |
| 88           | Льопа Дмитро Сергійович         | 23 листопада 1988 | Україна    | 3        | 0        |
| 29           | Ротань Руслан Петрович          | 29 жовтня 1981    | Україна    | 23       | 3        |
| 25           | Холек Маріо                     | 28 жовтня 1986    | Чехія      | 1        | 0        |
| 30           | Шахов Євген Євгенович           | 30 листопада 1990 | Україна    | 17       | 0        |
| Нападники    |                                 |                   |            |          |          |
| 69           | Антонов Олексій Геннадійович    | 8 травня 1986     | Україна    | 10       | 4        |
| 22           | Гладкий Олександр Миколайович   | 24 серпня 1987    | Україна    | 4        | 0        |
| 18           | Зозуля Роман Вячеславович       | 17 листопада 1989 | Україна    | 15       | 3        |
| 49           | Каверін Віталій Вікторович      | 4 вересня 1990    | Україна    | 2        | 0        |
| 9            | Калініч Нікола                  | 5 січня 1988      | Хорватія   | 19       | 10       |
| 99           | Лейте Насіменто Матеус          | 15 січня 1983     | Бразилія   | 23       | 7        |
| 11           | Олійник Денис Вікторович        | 16 червня 1987    | Україна    | 24       | 7        |

## «Зоря» (Луганськ)
Головні тренри: Анатолій Чанцев (1-18 тури), Юрій Вернидуб (19-30 тури)
| №            | Футболіст                         | Дата народження   | Країна     | Ігри     | Голи     |
| Воротарі     | Воротарі                          | Воротарі          | Воротарі   | Воротарі | Воротарі |
| ------------ | --------------------------------- | ----------------- | ---------- | -------- | -------- |
| 30           | Козаченко Дмитро Анатолійович     | 11 січня 1982     | Україна    | 7        | 13п      |
| 12           | Постранський Віталій Михайлович   | 2 серпня 1977     | Україна    | 3        | 5п       |
| 99           | Шуховцев Ігор Вікторович          | 13 липня 1971     | Україна    | 20       | 40п      |
| Захисники    |                                   |                   |            |          |          |
| 17           | Ігнятьєвіч Нікола                 | 12 грудня 1983    | Сербія     | 9        | 0        |
| 20           | Аддо Даніель                      | 3 серпня 1989     | Гана       | 17       | 0        |
| 15           | Вернидуб Віталій Юрійович         | 17 жовтня 1987    | Україна    | 8        | 2        |
| 5            | Коротецький Ігор Олександрович    | 13 вересня 1987   | Україна    | 12       | 1        |
| 4            | Лозінський Євгеній Петрович       | 7 лютого 1982     | Україна    | 4        | 0        |
| 25           | Білий Максим Ігорович             | 21 червня 1990    | Україна    | 21       | 1        |
| 3            | Тесак Лукас                       | 8 березня 1985    | Словаччина | 12       | 0        |
| 14           | Шуніч Тоні                        | 15 грудня 1988    | Хорватія   | 10       | 0        |
| 16           | Ярмаш Григорій Петрович           | 4 січня 1985      | Україна    | 21       | 0        |
| Півзахисники |                                   |                   |            |          |          |
| 33           | Білий Максим Іванович             | 27 квітня 1989    | Україна    | 16       | 3        |
| 26           | Батищев Олександр Володимирович   | 19 вересня 1991   | Україна    | 3        | 0        |
| 21           | Тромбеллі Бруно Ренан             | 19 квітня 1991    | Бразилія   | 8        | 0        |
| 2            | Галюза Ілля Сергійович            | 16 листопада 1979 | Україна    | 9        | 3        |
| 35           | Грицай Олександр Анатолійович     | 30 вересня 1977   | Україна    | 8        | 0        |
| 6            | Каменюка Микита Олександрович     | 3 червня 1985     | Україна    | 29       | 4        |
| 22           | Мілько Вадим Іванович             | 22 серпня 1986    | Україна    | 18       | 1        |
| 53           | Мягков Павло Сергійович           | 30 грудня 1992    | Україна    | 2        | 0        |
| 19           | Олійник Ярослав Вадимович         | 14 березня 1991   | Україна    | 13       | 0        |
| 34           | Петряк Іван Євгенович             | 13 березня 1994   | Україна    | 6        | 0        |
| 7            | Семененко Артем Андрійович        | 2 вересня 1988    | Україна    | 3        | 0        |
| 37           | Хомченовський Дмитро Геннадійович | 16 квітня 1990    | Україна    | 25       | 2        |
| 9            | Худзік Павло Олександрович        | 29 квітня 1985    | Україна    | 7        | 1        |
| 8            | Цакіч Міхайло                     | 27 травня 1990    | Сербія     | 10       | 0        |
| Нападники    |                                   |                   |            |          |          |
| 11           | Ідахор Ісі Лаки                   | 30 серпня 1980    | Нігерія    | 10       | 2        |
| 11           | Ілюк Максим Анатолійович          | 10 листопада 1990 | Україна    | 9        | 0        |
| 10           | Ліпартія Джаба                    | 16 листопада 1987 | Грузія     | 27       | 4        |
| 27           | Лазарович Тарас Михайлович        | 22 квітня 1982    | Україна    | 13       | 1        |
| 39           | Маду Франк- Олів'є                | 15 вересня 1987   | Франція    | 11       | 2        |
| 23           | Родіч Іван                        | 11 листопада 1985 | Хорватія   | 9        | 1        |
| 44           | Сілюк Сергій Володимирович        | 5 червня 1985     | Україна    | 17       | 2        |
| 18           | Ференчак Сергій Володимирович     | 27 квітня 1984    | Україна    | 16       | 2        |

## «Іллічівець» (Маріуполь)
Головні тренери: Валерій Яремченко (1-12 тури), Ігор Леонов (13-30 тури, в.о.)
| №            | Футболіст                        | Дата народження | Країна   | Ігри     | Голи     |
| Воротарі     | Воротарі                         | Воротарі        | Воротарі | Воротарі | Воротарі |
| ------------ | -------------------------------- | --------------- | -------- | -------- | -------- |
| 23           | Бажан Ігор Миколайович           | 2 грудня 1981   | Україна  | 8        | 11п      |
| 12           | Худжамов Рустам Махмудкулович    | 5 жовтня 1982   | Україна  | 10       | 12п      |
| 33           | Шуст Богдан Романович            | 4 березня 1986  | Україна  | 12       | 19п      |
| Захисники    |                                  |                 |          |          |          |
| 32           | Іщенко Микола Анатолійович       | 9 березня 1983  | Україна  | 21       | 0        |
| 91           | Бутко Богдан Євгенович           | 13 січня 1991   | Україна  | 27       | 1        |
| 20           | Ковальов Максим Сергійович       | 20 березня 1989 | Україна  | 7        | 0        |
| 3            | Невмивака Дмитро Васильович      | 19 березня 1984 | Україна  | 19       | 0        |
| 14           | Савін Артем Сергійович           | 20 січня 1981   | Україна  | 6        | 0        |
| 7            | Шевчук Сергій Миколайович        | 18 червня 1985  | Україна  | 18       | 0        |
| 21           | Яворський Сергій Олександрович   | 5 липня 1989    | Україна  | 10       | 0        |
| Півзахисники |                                  |                 |          |          |          |
| 39           | Віценець Віталій Володимирович   | 3 серпня 1990   | Україна  | 16       | 2        |
| 6            | Гречишкін Дмитро Володимирович   | 22 вересня 1991 | Україна  | 3        | 0        |
| 29           | Кожанов Денис Станіславович      | 13 червня 1987  | Україна  | 27       | 6        |
| 80           | Окріашвілі Торніке               | 12 лютого 1992  | Грузія   | 9        | 0        |
| 2            | Полянський Олексій Володимирович | 12 квітня 1986  | Україна  | 28       | 1        |
| 5            | Пуканич Адріан Миколайович       | 22 червня 1983  | Україна  | 26       | 2        |
| 77           | Путівцев Артем Олександрович     | 29 серпня 1988  | Україна  | 6        | 0        |
| 89           | Ругінс Рітварс                   | 17 жовтня 1989  | Латвія   | 1        | 0        |
| 99           | Таргамадзе Давід                 | 22 серпня 1989  | Грузія   | 9        | 2        |
| 19           | Тищенко Ігор Сергійович          | 11 травня 1989  | Україна  | 24       | 2        |
| 17           | Федотов Віталій Андрійович       | 16 липня 1991   | Україна  | 22       | 1        |
| 8            | Чайковський Ігор Геннадійович    | 7 жовтня 1991   | Україна  | 20       | 0        |
| 9            | Ярошенко Костянтин Юрійович      | 12 вересня 1986 | Україна  | 27       | 5        |
| Нападники    |                                  |                 |          |          |          |
| 26           | Іванов Єгор Сергійович           | 30 серпня 1991  | Україна  | 9        | 0        |
| 92           | Будківський Пилип Вячеславович   | 10 березня 1992 | Україна  | 15       | 0        |
| 46           | Кіча Антон Владиславович         | 1 травня 1990   | Україна  | 2        | 0        |
| 37           | Кас'ян Олександр Юрійович        | 27 січня 1989   | Україна  | 3        | 0        |
| 11           | Фомін Руслан Миколайович         | 2 березня 1986  | Україна  | 24       | 5        |

## «Карпати» (Львів)
Головні тренери: Олег Кононов (1-13 тури), Павло Кучеров (14-20 тури, в.о.), Володимир Шаран (21-24 тури), Юрій Дячук-Ставицький (25-30 тури, в.о.)
| №            | Футболіст                      | Дата народження   | Країна             | Ігри     | Голи     |
| Воротарі     | Воротарі                       | Воротарі          | Воротарі           | Воротарі | Воротарі |
| ------------ | ------------------------------ | ----------------- | ------------------ | -------- | -------- |
| 32           | Богатінов Мартін               | 26 квітня 1986    | Північна Македонія | 12       | 20п      |
| 22           | Тлумак Андрій Богданович       | 7 березня 1979    | Україна            | 18       | 31п      |
| Захисники    |                                |                   |                    |          |          |
| 21           | Балажіц Грегор                 | 12 лютого 1988    | Словенія           | 19       | 0        |
| 47           | Болохан Вадим                  | 15 серпня 1986    | Молдова            | 5        | 0        |
| 41           | Гірський Степан Богданович     | 8 січня 1991      | Україна            | 9        | 0        |
| 20           | Гомес Перес Борха              | 14 травня 1988    | Іспанія            | 18       | 0        |
| 4            | Мілошевіч Іван                 | 3 листопада 1984  | Сербія             | 25       | 2        |
| 8            | Ощипко Ігор Дмитрович          | 25 жовтня 1985    | Україна            | 20       | 0        |
| 15           | Петрівський Тарас Степанович   | 3 лютого 1984     | Україна            | 9        | 0        |
| 44           | Федецький Артем Андрійович     | 26 квітня 1985    | Україна            | 24       | 3        |
| Півзахисники |                                |                   |                    |          |          |
| 7            | Годвін Самсон                  | 11 листопада 1983 | Нігерія            | 8        | 0        |
| 17           | Голодюк Олег Юрійович          | 2 січня 1988      | Україна            | 18       | 1        |
| 89           | Авелар Даніло Фернандо         | 9 червня 1989     | Бразилія           | 5        | 2        |
| 99           | Даушвілі Муртаз                | 1 травня 1989     | Грузія             | 9        | 0        |
| 9            | Маркес Креспо Крістобаль       | 21 квітня 1984    | Іспанія            | 7        | 1        |
| 30           | Кравченко Костянтин Сергійович | 24 вересня 1986   | Україна            | 3        | 0        |
| 7            | Ксьонз Павло Сергійович        | 2 січня 1987      | Україна            | 7        | 0        |
| 19           | Мартинюк Ярослав Петрович      | 20 лютого 1989    | Україна            | 12       | 0        |
| 31           | Михальов Ілля Русланович       | 31 липня 1990     | Україна            | 2        | 0        |
| 43           | Озарків Ігор Ігорович          | 21 січня 1992     | Україна            | 10       | 0        |
| 25           | Ткачук Андрій Миколайович      | 18 листопада 1987 | Україна            | 28       | 0        |
| 16           | Худоб'як Ігор Ярославович      | 20 лютого 1985    | Україна            | 23       | 0        |
| Нападники    |                                |                   |                    |          |          |
| 80           | Роша Батіста Вільям            | 27 липня 1980     | Бразилія           | 11       | 3        |
| 14           | Варанков Андрей Мікалаєвіч     | 8 лютого 1989     | Білорусь           | 5        | 0        |
| 10           | Гладкий Олександр Миколайович  | 24 серпня 1987    | Україна            | 8        | 3        |
| 36           | Гудима Володимир Ярославович   | 20 липня 1990     | Україна            | 2        | 0        |
| 10           | Гурулі Александер              | 9 листопада 1985  | Грузія             | 7        | 0        |
| 27           | Де Олівейра Перейра Ерік       | 5 грудня 1985     | Бразилія           | 6        | 0        |
| 11           | Зеньов Сергей                  | 20 квітня 1989    | Естонія            | 17       | 1        |
| 9            | Кінк Тармо                     | 6 жовтня 1985     | Естонія            | 5        | 0        |
| 28           | Кас'ян Олександр Юрійович      | 27 січня 1989     | Україна            | 8        | 2        |
| 18           | Кополовець Михайло Михайлович  | 29 січня 1984     | Україна            | 20       | 1        |
| 50           | Костевич Володимир Євгенович   | 23 жовтня 1992    | Україна            | 1        | 0        |
| 79           | Кузнецов Сергій Сергійович     | 31 серпня 1982    | Україна            | 3        | 2        |
| 77           | Перес Мартінес Лукас           | 10 вересня 1988   | Іспанія            | 26       | 6        |
| 99           | Пачеко Герман Есекель          | 19 травня 1991    | Аргентина          | 6        | 0        |

## «Кривбас» (Кривий Ріг)
Головний тренер: Юрій Максимов
| №            | Футболіст                        | Дата народження   | Країна     | Ігри     | Голи     |
| Воротарі     | Воротарі                         | Воротарі          | Воротарі   | Воротарі | Воротарі |
| ------------ | -------------------------------- | ----------------- | ---------- | -------- | -------- |
| 71           | Бойко Денис Олександрович        | 29 січня 1988     | Україна    | 26       | 32п      |
| 55           | Штанько Артем Анатолійович       | 6 вересня 1980    | Україна    | 4        | 6п       |
| Захисники    |                                  |                   |            |          |          |
| 47           | Баліч Саша                       | 29 січня 1990     | Чорногорія | 5        | 0        |
| 14           | Васільєв Денис Олександрович     | 8 травня 1987     | Україна    | 4        | 0        |
| 25           | Жданов Олександр Миколайович     | 27 травня 1984    | Україна    | 1        | 0        |
| 27           | Кіцута Анатолій Вікторович       | 22 грудня 1985    | Україна    | 1        | 0        |
| 20           | Канкава Джаба Георгійович        | 18 березня 1986   | Грузія     | 23       | 0        |
| 44           | Лисицький Віталій Сергійович     | 16 квітня 1982    | Україна    | 25       | 0        |
| 23           | Лобжанідзе Уча                   | 23 лютого 1987    | Грузія     | 24       | 0        |
| 5            | Петров Кирило Валентинович       | 22 червня 1990    | Україна    | 24       | 0        |
| 3            | Сердюк Вячеслав Олександрович    | 28 січня 1985     | Україна    | 22       | 1        |
| Півзахисники |                                  |                   |            |          |          |
| 9            | Єслінек Іржі                     | 30 вересня 1987   | Чехія      | 25       | 2        |
| 17           | Міхель Бабатунде                 | 24 грудня 1992    | Нігерія    | 23       | 2        |
| 11           | Бартуловіч Младен                | 5 жовтня 1986     | Хорватія   | 25       | 2        |
| 88           | Валєєв Рінар Салаватович         | 22 серпня 1987    | Україна    | 23       | 1        |
| 19           | Гошкодеря Віталій Валерійович    | 8 січня 1988      | Україна    | 4        | 0        |
| 89           | Захаревич Ярослав Олегович       | 24 вересня 1989   | Україна    | 2        | 0        |
| 10           | Костишин Руслан Володимирович    | 8 січня 1977      | Україна    | 22       | 1        |
| 22           | Куценко Валерій Вікторович       | 2 листопада 1986  | Україна    | 1        | 0        |
| 99           | Льопа Дмитро Сергійович          | 23 листопада 1988 | Україна    | 7        | 0        |
| 28           | Матіч Даріян                     | 28 травня 1983    | Словенія   | 26       | 1        |
| 7            | Федорчук Валерій Юрійович        | 5 жовтня 1988     | Україна    | 26       | 2        |
| Нападники    |                                  |                   |            |          |          |
| 77           | Іващенко Олександр Володимирович | 19 лютого 1985    | Україна    | 8        | 0        |
| 69           | Антонов Олексій Геннадійович     | 8 травня 1986     | Україна    | 7        | 1        |
| 18           | Габовда Юрій Вікторович          | 6 травня 1989     | Україна    | 13       | 0        |
| 39           | Лисенко Володимир Володимирович  | 20 квітня 1988    | Україна    | 18       | 1        |
| 8            | Самодін Сергій Олександрович     | 14 лютого 1985    | Росія      | 22       | 7        |
| 33           | Яколіш Антоніо                   | 28 лютого 1992    | Хорватія   | 2        | 0        |

## «Металіст» (Харків)
Головний тренер: Мирон Маркевич
| №            | Футболіст                            | Дата народження   | Країна    | Ігри     | Голи     |
| Воротарі     | Воротарі                             | Воротарі          | Воротарі  | Воротарі | Воротарі |
| ------------ | ------------------------------------ | ----------------- | --------- | -------- | -------- |
| 29           | Горяїнов Олександр Сергійович        | 29 червня 1975    | Україна   | 12       | 12п      |
| 81           | Дішлєнковіч Владімір                 | 2 липня 1981      | Сербія    | 14       | 19п      |
| 1            | Старцев Максим Олександрович         | 20 січня 1980     | Україна   | 4        | 1п       |
| Захисники    |                                      |                   |           |          |          |
| 14           | Азацький Олександр Олександрович     | 13 січня 1994     | Україна   | 1        | 0        |
| 16           | Барвінко Денис Анатолійович          | 16 лютого 1994    | Україна   | 1        | 0        |
| 37           | Бордіян Віталі                       | 11 серпня 1984    | Молдова   | 2        | 0        |
| 3            | Вільягра Крістіан Карлос             | 27 грудня 1985    | Аргентина | 23       | 1        |
| 22           | Обрадовіч Мілан                      | 3 серпня 1977     | Сербія    | 14       | 0        |
| 30           | Папа Гуйе                            | 7 червня 1984     | Сенегал   | 24       | 0        |
| 17           | Пшеничних Сергій Миколайович         | 19 листопада 1981 | Україна   | 22       | 2        |
| 2            | Романчук Олександр Володимирович     | 21 жовтня 1984    | Україна   | 7        | 0        |
| 6            | Торсіглєрі Марко Натанаель           | 12 січня 1988     | Аргентина | 21       | 1        |
| Півзахисники |                                      |                   |           |          |          |
| 18           | Єременко Дмитро Сергійович           | 20 червня 1990    | Україна   | 3        | 0        |
| 53           | Андрієвський Олександр Петрович      | 25 червня 1994    | Україна   | 1        | 0        |
| 4            | Березовчук Андрій Володимирович      | 16 квітня 1981    | Україна   | 14       | 1        |
| 23           | Бланко Себастьян Марсело             | 15 березня 1988   | Аргентина | 15       | 2        |
| 24           | Буднік Євген Віталійович             | 4 вересня 1990    | Україна   | 1        | 1        |
| 7            | Валяєв Сергій Валентинович           | 16 вересня 1978   | Україна   | 20       | 0        |
| 33           | Девіч Марко                          | 27 жовтня 1983    | Україна   | 26       | 11       |
| 8            | Де Ласерда Апаресіда Едмар           | 16 червня 1980    | Бразилія  | 27       | 4        |
| 25           | Ромеро Бонфім Марлос                 | 7 червня 1988     | Бразилія  | 9        | 1        |
| 71           | Ткачов Сергій Анатолійович           | 19 травня 1989    | Росія     | 3        | 0        |
| 19           | Торрес Хуан Мануель                  | 20 червня 1985    | Аргентина | 18       | 0        |
| 15           | Перейра де Сантан Вінісіус Апаресідо | 3 листопада 1983  | Бразилія  | 14       | 2        |
| 11           | Соса Хосе Ернесто                    | 19 червня 1985    | Аргентина | 26       | 5        |
| 10           | Рібейро Хав'єр Клейтон               | 23 березня 1983   | Бразилія  | 25       | 10       |
| 5            | Шелаєв Олег Миколайович              | 5 листопада 1976  | Україна   | 12       | 0        |
| Нападники    |                                      |                   |           |          |          |
| 9            | Воробєй Андрій Олексійович           | 29 листопада 1978 | Україна   | 5        | 0        |
| 21           | Крістальдо Хонатан Езекель           | 5 березня 1989    | Аргентина | 24       | 10       |
| 99           | Радченко Артем Олегович              | 2 січня 1995      | Україна   | 1        | 0        |
| 77           | Барсельос Фреда Тайсон               | 13 січня 1988     | Бразилія  | 23       | 2        |

## «Металург» (Донецьк)
Головний тренер: Володимир Пятенко
| №            | Футболіст                      | Дата народження   | Країна     | Ігри     | Голи     |
| Воротарі     | Воротарі                       | Воротарі          | Воротарі   | Воротарі | Воротарі |
| ------------ | ------------------------------ | ----------------- | ---------- | -------- | -------- |
| 12           | Бандура Олександр Вікторович   | 30 травня 1986    | Україна    | 29       | 31п      |
| 31           | Воробйов Дмитро Олександрович  | 27 серпня 1977    | Україна    | 1        | 3п       |
| Захисники    |                                |                   |            |          |          |
| 2            | Барановський Артем Миколайович | 17 березня 1990   | Україна    | 2        | 0        |
| 14           | Воловик Олександр Ігорович     | 28 жовтня 1985    | Україна    | 29       | 1        |
| 28           | Леал Ногуейра Маріо Сержіо     | 28 липня 1981     | Португалія | 17       | 2        |
| 44           | Прийма Василь Миронович        | 10 червня 1991    | Україна    | 20       | 1        |
| 4            | Чечер Вячеслав Леонідович      | 15 грудня 1980    | Україна    | 28       | 4        |
| 20           | Дос Сантос Госалвеш Жоао Педро | 15 квітня 1982    | Португалія | 13       | 0        |
| Півзахисники |                                |                   |            |          |          |
| 27           | Годін Олексій Вячеславович     | 2 лютого 1983     | Україна    | 2        | 0        |
| 84           | Голайдо Денис Олександрович    | 3 червня 1984     | Україна    | 22       | 0        |
| 43           | Грищенко Павло Олександрович   | 6 липня 1990      | Україна    | 3        | 0        |
| 18           | Дімітров Велізар Костадінов    | 13 квітня 1979    | Болгарія   | 23       | 3        |
| 10           | Соуза Кампос Данілу            | 13 січня 1990     | Бельгія    | 9        | 0        |
| 30           | Джуровський Маріо              | 11 грудня 1985    | Сербія     | 1        | 0        |
| 11           | Казарян Геворк                 | 5 квітня 1988     | Вірменія   | 28       | 2        |
| 9            | Лазіч Джордже                  | 18 червня 1983    | Сербія     | 28       | 2        |
| 23           | Міщенко Олег Володимирович     | 10 жовтня 1989    | Україна    | 3        | 0        |
| 6            | Мкртчян Карлен Вардкесович     | 25 листопада 1988 | Вірменія   | 19       | 0        |
| 7            | Морозюк Микола Миколайович     | 17 січня 1988     | Україна    | 29       | 3        |
| 8            | Нельсон Грегорі Яррід Мартья   | 31 січня 1988     | Нідерланди | 10       | 0        |
| 8            | Пінейро Піззеллі Маркос        | 3 жовтня 1984     | Вірменія   | 18       | 4        |
| 17           | Соарес да Сільва Філ Жозе      | 27 липня 1983     | Бразилія   | 27       | 2        |
| 10           | Рібейро Фернандес Рікардо      | 21 квітня 1978    | Португалія | 12       | 1        |
| 16           | Янков Чавдар Кірілов           | 29 березня 1984   | Болгарія   | 1        | 0        |
| Нападники    |                                |                   |            |          |          |
| 19           | Іванко Віталій Миколайович     | 9 квітня 1992     | Україна    | 16       | 1        |
| 22           | Славов Мирослав Дмитрович      | 8 вересня 1990    | Україна    | 5        | 0        |
| 15           | Траоре Драман                  | 17 червня 1982    | Малі       | 24       | 5        |

## «Оболонь» (Київ)
Головні тренери: Сергій Ковалець (1-15 тур), Василь Рац (16-20 тур), Сергій Конюшенко (21-30 тур)
| №            | Футболіст                        | Дата народження   | Країна   | Ігри     | Голи     |
| Воротарі     | Воротарі                         | Воротарі          | Воротарі | Воротарі | Воротарі |
| ------------ | -------------------------------- | ----------------- | -------- | -------- | -------- |
| 22           | Березовський Ігор Олегович       | 24 серпня 1990    | Україна  | 11       | 17п      |
| 47           | Когут Богдан Ігорович            | 10 жовтня 1987    | Україна  | 1        | 1п       |
| 45           | Махновський Костянтин Михайлович | 1 січня 1989      | Україна  | 9        | 9п       |
| 1            | Рева Віталій Григорович          | 19 листопада 1974 | Україна  | 10       | 15п      |
| Захисники    |                                  |                   |          |          |          |
| 5            | Ільків Ігор Богданович           | 15 березня 1985   | Україна  | 22       | 0        |
| 27           | Бобух Артем Олександрович        | 4 грудня 1988     | Україна  | 2        | 0        |
| 88           | Гурський Андрій Петрович         | 30 серпня 1988    | Україна  | 9        | 2        |
| 77           | Конюшенко Андрій Вікторович      | 2 квітня 1977     | Україна  | 7        | 0        |
| 29           | Леонідов Олег Анатолійович       | 16 серпня 1985    | Україна  | 6        | 0        |
| 32           | Пластун Ігор Володимирович       | 20 серпня 1990    | Україна  | 27       | 2        |
| 44           | Путраш Юрій Володимирович        | 29 січня 1990     | Україна  | 7        | 0        |
| 2            | Романюк Віталій Вікторович       | 22 лютого 1984    | Україна  | 11       | 0        |
| 4            | Сапай Вадим Вікторович           | 7 лютого 1986     | Україна  | 22       | 0        |
| 37           | Тістик Ігор Володимирович        | 27 травня 1989    | Україна  | 1        | 0        |
| 18           | Черемісін Олексій Володимирович  | 4 січня 1991      | Україна  | 4        | 0        |
| 16           | Шендрік Антон Сергійович         | 26 травня 1986    | Україна  | 12       | 0        |
| Півзахисники |                                  |                   |          |          |          |
| 36           | Іващенко Валерій Володимирович   | 25 листопада 1980 | Україна  | 1        | 0        |
| 25           | Барілко Сергій Володимирович     | 5 січня 1987      | Україна  | 6        | 0        |
| 19           | Баранець Борис Григорович        | 22 липня 1986     | Україна  | 26       | 1        |
| 6            | Баранець Григорій Григорович     | 22 липня 1986     | Україна  | 18       | 4        |
| 33           | Захаревич Ярослав Олегович       | 24 вересня 1989   | Україна  | 2        | 0        |
| 39           | Ковалець Кирило Сергійович       | 2 липня 1993      | Україна  | 3        | 0        |
| 80           | Корнєв Андрій Володимирович      | 1 листопада 1978  | Україна  | 8        | 0        |
| 9            | Котенко Іван Петрович            | 28 квітня 1985    | Україна  | 6        | 1        |
| 55           | Кучеренко Сергій Сергійович      | 7 січня 1984      | Україна  | 3        | 0        |
| 3            | Лупашко Владислав Вікторович     | 4 грудня 1986     | Україна  | 29       | 0        |
| 81           | Месхія Іраклі Георгієвич         | 7 січня 1993      | Україна  | 7        | 1        |
| 20           | Мякушко Сергій Володимирович     | 15 квітня 1993    | Україна  | 7        | 0        |
| 11           | Панас Вадим Володимирович        | 23 травня 1985    | Україна  | 21       | 0        |
| 8            | Сібіряков Сергій Олександрович   | 1 січня 1982      | Україна  | 25       | 0        |
| 15           | Слюсар Валентин Васильович       | 15 вересня 1977   | Україна  | 17       | 0        |
| 14           | Толстяк Олександр Аркадійович    | 4 лютого 1990     | Україна  | 6        | 0        |
| 28           | Турчанов В'ячеслав Ігорович      | 3 серпня 1991     | Україна  | 10       | 0        |
| 21           | Шевчук Антон Юрійович            | 8 лютого 1990     | Україна  | 10       | 0        |
| Нападники    |                                  |                   |          |          |          |
| 99           | Роша Батіста Вільям              | 27 липня 1980     | Бразилія | 1        | 0        |
| 7            | Бондаренко Олександр Ігорович    | 28 липня 1989     | Україна  | 3        | 0        |
| 10           | Мандзюк Олександр Васильович     | 10 січня 1983     | Україна  | 24       | 5        |
| 30           | Тимченко Ігор Вікторович         | 16 січня 1986     | Україна  | 13       | 1        |
| 17           | Яковенко Юрій Павлович           | 3 вересня 1993    | Україна  | 8        | 0        |

## ПФК «Олександрія»
Головні тренери: Володимир Шаран (1-20 тур), Буряк (21-25 тур), Андрій Купцов (26-30 тур)
| №            | Футболіст                       | Дата народження   | Країна   | Ігри     | Голи     |
| Воротарі     | Воротарі                        | Воротарі          | Воротарі | Воротарі | Воротарі |
| ------------ | ------------------------------- | ----------------- | -------- | -------- | -------- |
| 77           | Паньків Юрій Михайлович         | 3 листопада 1984  | Україна  | 30       | 58п      |
| Захисники    |                                 |                   |          |          |          |
| 99           | Арурі Мохамед Арбі              | 13 травня 1983    | Туніс    | 4        | 0        |
| 25           | Генев Віктор Вікторов           | 27 жовтня 1988    | Болгарія | 9        | 2        |
| 17           | Гітченко Андрій Ігорович        | 2 жовтня 1984     | Україна  | 24       | 1        |
| 20           | Допілка Олег Васильович         | 12 березня 1986   | Україна  | 4        | 0        |
| 15           | Запорожан Андрій Юрійович       | 21 березня 1983   | Україна  | 22       | 1        |
| 8            | Казанюк Олександр Федорович     | 4 січня 1978      | Україна  | 14       | 0        |
| 55           | Матюхін Сергій Володимирович    | 21 березня 1980   | Україна  | 1        | 0        |
| 18           | Назаренко Дмитро Миколайович    | 14 вересня 1987   | Україна  | 7        | 0        |
| 73           | Протич Радош                    | 31 січня 1987     | Сербія   | 5        | 0        |
| 2            | Сахневич Андрій Володимирович   | 17 квітня 1989    | Україна  | 17       | 0        |
| 23           | Сидоренко Кирило Володимирович  | 25 липня 1985     | Україна  | 24       | 2        |
| 5            | Чередніченко Ігор Вікторович    | 9 травня 1984     | Україна  | 18       | 1        |
| Півзахисники |                                 |                   |          |          |          |
| 3            | Єрмак Олег Васильович           | 9 березня 1986    | Україна  | 6        | 0        |
| 13           | Гавриш Віталій Володимирович    | 18 березня 1986   | Україна  | 10       | 1        |
| 9            | Довгий Олексій Володимирович    | 2 листопада 1989  | Україна  | 26       | 2        |
| 13           | Зейналов Руслан Бахтіярович     | 19 червня 1982    | Україна  | 9        | 1        |
| 24           | Калоуда Любош                   | 20 травня 1987    | Чехія    | 6        | 0        |
| 3            | Ковба Денис Юрійович            | 6 вересня 1979    | Росія    | 6        | 0        |
| 14           | Кременчуцький Максим Леонідович | 25 січня 1986     | Україна  | 1        | 0        |
| 22           | Ксьонз Павло Сергійович         | 2 січня 1987      | Україна  | 18       | 1        |
| 72           | Любенович Желько                | 9 липня 1981      | Сербія   | 9        | 0        |
| 19           | Муховиков Антон Володимирович   | 20 червня 1984    | Україна  | 5        | 0        |
| 48           | Полярус Артем Ігорович          | 5 липня 1992      | Україна  | 3        | 0        |
| 10           | Салі Тауфік                     | 21 серпня 1979    | Туніс    | 26       | 1        |
| 27           | Старенький Сергій Миколайович   | 20 вересня 1984   | Україна  | 25       | 2        |
| 26           | Таргамадзе Давід                | 22 серпня 1989    | Грузія   | 17       | 4        |
| 16           | Теміле Франк                    | 15 липня 1990     | Нігерія  | 1        | 0        |
| Нападники    |                                 |                   |          |          |          |
| 28           | Баришич Йосип                   | 14 листопада 1986 | Хорватія | 5        | 0        |
| 25           | Давидов Сергій Вікторович       | 16 грудня 1984    | Україна  | 10       | 0        |
| 29           | Кабанов Тарас Володимирович     | 23 січня 1981     | Україна  | 16       | 3        |
| 4            | Кралік Ян                       | 7 березня 1987    | Чехія    | 11       | 1        |
| 11           | Макрієв Дімітар Іванов          | 7 січня 1984      | Болгарія | 7        | 0        |
| 7            | Шевченко В'ячеслав Тарасович    | 30 травня 1985    | Україна  | 19       | 1        |
| 87           | Янчик Давід                     | 23 вересня 1987   | Польща   | 3        | 0        |

## «Таврія» (Сімферополь)
Головний тренер: Семен Альтман
| №            | Футболіст                          | Дата народження   | Країна             | Ігри     | Голи     |
| Воротарі     | Воротарі                           | Воротарі          | Воротарі           | Воротарі | Воротарі |
| ------------ | ---------------------------------- | ----------------- | ------------------ | -------- | -------- |
| 1            | Кахріман Дамір                     | 19 листопада 1984 | Сербія             | 29       | 36п      |
| 31           | Сітало Сергій Володимирович        | 20 грудня 1986    | Україна            | 1        | 0п       |
| Захисники    |                                    |                   |                    |          |          |
| 55           | Єзерський Володимир Іванович       | 15 листопада 1976 | Україна            | 20       | 0        |
| 3            | Аделеє Айоделе                     | 25 грудня 1988    | Нігерія            | 18       | 1        |
| 15           | Алімі Джаміу                       | 5 жовтня 1992     | Нігерія            | 9        | 0        |
| 20           | Бусаіді Аніс                       | 10 квітня 1981    | Туніс              | 9        | 0        |
| 7            | Граф Іван                          | 17 червня 1987    | Хорватія           | 1        | 0        |
| 30           | Гуменюк Олег Анатолійович          | 3 травня 1983     | Україна            | 12       | 0        |
| 6            | Джурічіч Саша                      | 1 серпня 1979     | Хорватія           | 6        | 0        |
| 5            | Марковіч Слободан                  | 9 листопада 1978  | Сербія             | 17       | 0        |
| 11           | Монахов Антон Олександрович        | 31 січня 1982     | Україна            | 10       | 1        |
| 69           | Погорельцев Роллан Сергійович      | 16 липня 1990     | Україна            | 1        | 0        |
| 44           | Путраш Юрій Володимирович          | 29 січня 1990     | Україна            | 17       | 0        |
| Півзахисники |                                    |                   |                    |          |          |
| 19           | Галюза Ілля Сергійович             | 16 листопада 1979 | Україна            | 8        | 0        |
| 27           | Гомес Гарсія Рубен Марсело         | 26 січня 1984     | Аргентина          | 10       | 0        |
| 2            | Кайта Харуна Сані                  | 2 травня 1986     | Нігерія            | 7        | 0        |
| 25           | Калініченко Максим Сергійович      | 26 січня 1979     | Україна            | 29       | 7        |
| 8            | Корнєв Андрій Володимирович        | 1 листопада 1978  | Україна            | 8        | 0        |
| 4            | Любічіч Марін                      | 15 червня 1988    | Хорватія           | 27       | 3        |
| 22           | Любенович Желько                   | 9 липня 1981      | Сербія             | 18       | 0        |
| 16           | Не Марко Таддеі                    | 17 липня 1983     | Кот-д'Івуар        | 4        | 0        |
| 18           | Назаренко Сергій Юрійович          | 16 лютого 1980    | Україна            | 28       | 8        |
| 9            | Причиненко Станіслав Володимирович | 26 червня 1991    | Україна            | 11       | 0        |
| Нападники    |                                    |                   |                    |          |          |
| 23           | Ібраімі Бесарт                     | 17 грудня 1986    | Північна Македонія | 2        | 0        |
| 10           | Ідахор Ісі Лаки                    | 30 серпня 1980    | Нігерія            | 10       | 1        |
| 10           | Фанендо Аді                        | 10 жовтня 1990    | Нігерія            | 9        | 1        |
| 99           | Абдулвахід Афолабі                 | 8 грудня 1991     | Нігерія            | 4        | 0        |
| 20           | Гігіадзе Васіл                     | 3 червня 1977     | Грузія             | 11       | 4        |
| 14           | Коробка Володимир Геннадійович     | 22 липня 1989     | Україна            | 1        | 0        |
| 11           | Кубік Франтішек                    | 14 березня 1989   | Словаччина         | 9        | 0        |
| 99           | Пищур Олександр Віталійович        | 29 січня 1981     | Україна            | 4        | 0        |
| 24           | Платон Руслан Сергійович           | 12 січня 1982     | Україна            | 10       | 0        |
| 28           | Фещук Максим Ігорович              | 25 листопада 1985 | Україна            | 18       | 3        |
| 17           | Шиндер Антон Павлович              | 13 червня 1987    | Україна            | 26       | 11       |

## «Чорноморець» (Одеса)
Головний тренер: Роман Григорчук
| №            | Футболіст                       | Дата народження   | Країна        | Ігри     | Голи     |
| Воротарі     | Воротарі                        | Воротарі          | Воротарі      | Воротарі | Воротарі |
| ------------ | ------------------------------- | ----------------- | ------------- | -------- | -------- |
| 12           | Безотосний Дмитро Олександрович | 15 листопада 1983 | Україна       | 26       | 32п      |
| 1            | Паст Євген Сергійович           | 16 березня 1988   | Україна       | 5        | 10п      |
| Захисники    |                                 |                   |               |          |          |
| 4            | Бергер Маркус                   | 21 січня 1985     | Австрія       | 10       | 0        |
| 32           | Вангелі Крісті                  | 5 вересня 1985    | Греція        | 15       | 0        |
| 3            | Донець Андрій Анатолійович      | 3 січня 1981      | Україна       | 16       | 2        |
| 2            | Ковальчук Петро Ярославович     | 28 травня 1984    | Україна       | 19       | 0        |
| 77           | Кутас Павло Віталійович         | 3 вересня 1982    | Україна       | 19       | 0        |
| 30           | Велосо Леонардо Енріке          | 29 травня 1987    | Бразилія      | 7        | 1        |
| 6            | Де Матос Круз Леонардо          | 2 квітня 1986     | Бразилія      | 19       | 7        |
| 19           | Сетті Себастьян Андрес          | 9 лютого 1984     | Аргентина     | 19       | 0        |
| 33           | Слінкін Андрій Вікторович       | 19 лютого 1991    | Україна       | 3        | 0        |
| 29           | Фонтанелло Пабло Езекуель       | 26 вересня 1984   | Італія        | 12       | 1        |
| 16           | Шиманек Войцех Мацей            | 1 березня 1982    | Польща        | 21       | 0        |
| Півзахисники |                                 |                   |               |          |          |
| 11           | Бобко Іван Михайлович           | 10 грудня 1990    | Україна       | 7        | 2        |
| 42           | Зубейко Євгеній Анатолійович    | 30 вересня 1989   | Україна       | 16       | 0        |
| 27           | Ковальчук Кирило Сергійович     | 11 червня 1986    | Україна       | 21       | 1        |
| 23           | Ковальчук Сергій Сергійович     | 20 січня 1982     | Молдова Росія | 11       | 0        |
| 89           | Політило Сергій Олегович        | 9 січня 1989      | Україна       | 27       | 1        |
| 4            | Рожок Сергій Володимирович      | 25 квітня 1985    | Україна       | 1        | 0        |
| 14           | Силантьєв Ігор Ігорович         | 3 січня 1991      | Україна       | 7        | 0        |
| 35           | Соляник Руслан Олексійович      | 8 серпня 1984     | Україна       | 4        | 0        |
| 93           | Тащи Борис Борисович            | 26 липня 1993     | Україна       | 3        | 0        |
| 17           | Тьяго Терросо                   | 13 січня 1988     | Португалія    | 2        | 0        |
| Нападники    |                                 |                   |               |          |          |
| 80           | Бакай Еліс                      | 25 червня 1987    | Албанія       | 10       | 3        |
| 7            | Балашов Віталій Юрійович        | 7 лютого 1991     | Україна       | 15       | 4        |
| 20           | Бурдужан Лучіан                 | 18 лютого 1984    | Румунія       | 20       | 4        |
| 10           | Васін Денис Геннадійович        | 4 березня 1989    | Україна       | 8        | 0        |
| 9            | Діденко Анатолій Олександрович  | 9 червня 1982     | Україна       | 19       | 2        |
| 18           | Дуглас Франса Джиммі            | 15 лютого 1984    | Бразилія      | 4        | 1        |
| 15           | Каськов Артур Геннадійович      | 18 листопада 1991 | Україна       | 15       | 0        |
| 99           | Сіто Рієра                      | 5 січня 1987      | Іспанія       | 9        | 0        |
| 22           | Цигирлаш Ігор Іванович          | 24 лютого 1984    | Молдова       | 18       | 1        |

## «Шахтар» (Донецьк)
Головний тренер: Мірча Луческу
| №            | Футболіст                       | Дата народження  | Країна   | Ігри     | Голи     |
| Воротарі     | Воротарі                        | Воротарі         | Воротарі | Воротарі | Воротарі |
| ------------ | ------------------------------- | ---------------- | -------- | -------- | -------- |
| 30           | Пятов Андрій Валерійович        | 28 червня 1984   | Україна  | 10       | 6п       |
| 25           | Рибка Олександр Євгенійович     | 10 квітня 1987   | Україна  | 19       | 11п      |
| 23           | Шуст Богдан Романович           | 4 березня 1986   | Україна  | 1        | 1п       |
| Захисники    |                                 |                  |          |          |          |
| 38           | Кривцов Сергій Андрійович       | 15 березня 1991  | Україна  | 5        | 0        |
| 5            | Кучер Олександр Миколайович     | 22 жовтня 1982   | Україна  | 21       | 0        |
| 44           | Ракіцький Ярослав Володимирович | 3 серпня 1989    | Україна  | 27       | 2        |
| 26           | Рац Дінча Разван                | 26 травня 1981   | Румунія  | 8        | 0        |
| 27           | Чигринський Дмитро Анатолійович | 7 листопада 1986 | Україна  | 6        | 0        |
| 36           | Чижов Олександр Олександрович   | 10 серпня 1986   | Україна  | 3        | 0        |
| 13           | Шевчук В'ячеслав Анатолійович   | 13 травня 1979   | Україна  | 18       | 3        |
| Півзахисники |                                 |                  |          |          |          |
| 92           | Ємєльянов Роман Павлович        | 8 травня 1992    | Росія    | 1        | 0        |
| 8            | Перейра Діас Жуніор Ілсон       | 12 жовтня 1985   | Бразилія | 7        | 1        |
| 70           | Лоуренсо Алан Патрік            | 13 травня 1991   | Бразилія | 1        | 0        |
| 29           | Тейшейра Сантос Алекс           | 6 січня 1990     | Бразилія | 26       | 7        |
| 10           | Боржес да Сільва Вілліан        | 9 серпня 1988    | Бразилія | 27       | 5        |
| 19           | Гай Олексій Анатолійович        | 6 листопада 1982 | Україна  | 9        | 0        |
| 20           | Коста де Соуза Дуглас           | 14 вересня 1990  | Бразилія | 27       | 6        |
| 8            | Родрігес да Сільва Жадсон       | 5 жовтня 1983    | Бразилія | 11       | 3        |
| 14           | Кобін Василь Васильович         | 24 травня 1985   | Україна  | 7        | 0        |
| 22           | Мхітарян Генріх Гамлетович      | 21 січня 1989    | Вірменія | 26       | 10       |
| 33           | Срна Дарійо                     | 1 травня 1982    | Хорватія | 25       | 3        |
| 15           | Степаненко Тарас Миколайович    | 8 серпня 1989    | Україна  | 9        | 0        |
| 7            | Роза Фернандо Луіз              | 4 травня 1985    | Бразилія | 24       | 4        |
| 3            | Хюбшман Томаш                   | 4 вересня 1981   | Чехія    | 20       | 1        |
| Нападники    |                                 |                  |          |          |          |
| 31           | Феррейра Бонфім Бруно           | 19 січня 1989    | Бразилія | 18       | 3        |
| 11           | Алвеш да Сілва Едуардо          | 25 лютого 1983   | Хорватія | 16       | 5        |
| 9            | Соуза да Сільва Луіс Адріано    | 12 квітня 1987   | Бразилія | 23       | 12       |
| 17           | Селезньов Євген Олександрович   | 20 липня 1985    | Україна  | 23       | 14       |